# Potentilla bishkekensis
Potentilla bishkekensis är en rosväxtart som beskrevs av Soják. Potentilla bishkekensis ingår i Fingerörtssläktet som ingår i familjen rosväxter. Inga underarter finns listade i Catalogue of Life.